# Gafarró ventreblanc
El gafarró ventreblanc o gafarró de dors ratllat (Crithagra dorsostriata) és una espècie d'ocell de la família dels fringíl·lids (Fringillidae) que habita sabanes àrides d'Àfrica oriental, des d'Etiòpia i Somàlia, cap al sud fins a Tanzània.